# Preston (Kansas)
Preston és una població dels Estats Units a l'estat de Kansas. Segons el cens del 2000 tenia 164 habitants.

## Demografia
Segons el cens del 2000, Preston tenia 164 habitants, 70 habitatges, i 51 famílies. La densitat de població era de 134,7 habitants/km².
Dels 70 habitatges en un 31,4% hi vivien nens de menys de 18 anys, en un 52,9% hi vivien parelles casades, en un 15,7% dones solteres, i en un 27,1% no eren unitats familiars. En el 27,1% dels habitatges hi vivien persones soles el 10% de les quals corresponia a persones de 65 anys o més que vivien soles. El nombre mitjà de persones vivint en cada habitatge era de 2,34 i el nombre mitjà de persones que vivien en cada família era de 2,78.
Per edats la població es repartia de la següent manera: un 29,3% tenia menys de 18 anys, un 3,7% entre 18 i 24, un 25,6% entre 25 i 44, un 22,6% de 45 a 60 i un 18,9% 65 anys o més.
L'edat mediana era de 40 anys. Per cada 100 dones de 18 o més anys hi havia 96,6 homes.
La renda mediana per habitatge era de 31.607 $ i la renda mediana per família de 31.429 $. Els homes tenien una renda mediana de 29.375 $ mentre que les dones 17.000 $. La renda per capita de la població era de 12.899 $. Entorn del 8,9% de les famílies i el 8,7% de la població estaven per davall del llindar de pobresa.

## Poblacions properes
El següent diagrama mostra les poblacions més properes.